# إليك أشورث
إليك أشورث (بالإنجليزية: Alec Ashworth)‏ هو لاعب كرة قدم بريطاني، ولد في 1 أكتوبر 1939 في ساوثبورت ‏ في المملكة المتحدة، وتوفي في 1995. لعب مع بريستون نورث إيند ونادي إيفرتون ونادي لوتون تاون ونادي نورثامبتون تاون.